# Trolland – Das Geheimnis liegt zu euren Füßen
Trolland – Das Geheimnis liegt zu euren Füßen (Originaltitel Trolland, US-amerikanischer Alternativtitel Trollz) ist ein US-amerikanischer Animationsfilm aus dem Jahr 2016 von Ron Thornton.

## Handlung
In der Nähe eines von Menschen genutzten Campingplatzes leben mehrere Trolle. Diese streiten untereinander darum, welcher von ihnen den Menschen den besten Streich spielen kann. So stehen sie alle in gesunder Konkurrenz zueinander. Der Troll Fenn allerdings hasst es, anderen Streiche zu spielen. Aufgrund dieses ungewöhnlichen Charakterzuges wird er von den anderen Trollen gemieden oder diskriminiert. Er wird auch häufig Opfer von Streichen der anderen Trolle. Als ihm die Beleidigungen und Neckereien der anderen zu viel werden, beschließt er die Trolle zu verlassen und läuft weg.
Der Parkwächter des Campingplatzes ist ebenfalls der Meinung, dass es mit den Streichen der Trolle aufhören muss. Daher beschließt er, die Trolle zu fangen. Fenn, der erst amüsiert darüber ist, dass seinen Feinden Leid zugefügt wird, muss schnell einsehen, dass auch seine Familie gefangen wird. Daher trifft er den Entschluss, seine Familie aus den Fängen des Parkwächters zu befreien.

## Hintergrund

### Produktion
Ron Thornton bat seinen Freund William Vaughan, mehrere der Charaktere im Film zu entwerfen und zu modellieren. Dieser sah den fertigen Film nie, äußerte sich allerdings begeistert über die Synchronsprecher.
Elon Musk hat einen Cameoauftritt.

### Veröffentlichung
In den Vereinigten Staaten erschien der Film am 25. Oktober 2016. In Deutschland erschien der Film am 9. Dezember 2016.

## Rezeption
„Allzu schlicht entwickelter Animationsfilm mit klischeehafter Dramaturgie.“

Im Audience Score, der Zuschauerwertung auf Rotten Tomatoes, hat der Film bei mehr als 50 Abstimmungen eine Wertung von 17 %. In der Internet Movie Database hat der Film bei über 500 Stimmabgaben eine Wertung von 2,1 von 10,0 möglichen Sternen (Stand: Mai 2024).